# ابل لس آنجلس
ابل لس آنجلس یک باشگاه زنانه است که در بخش مید-ویل‌شایر در لس آنجلس، کالیفرنیا واقع شده‌است و شامل یک ساختمان کلوب و تئاتر ویل‌شایر ابل با ۱۲۷۰ صندلی است.
این مجموعه از سال ۱۹۲۷ به مالکیت کلوب زنانه ابل لس آنجلس درآمده‌است. این کلوب در سال ۱۸۹۴ یا ۱۸۹۷ در لس آنجلس شکل گرفت. از سال ۱۹۲۷، تئاتر ویل‌شایر ابل میزبان اجراهای موسیقی و سخنرانی رهبران جهان و هنرمندان برتر بوده‌است. در میان رویدادهای دیگر، ابل آخرین مکانی بود که هوانورد آملیا ارهارت در آن پیش از اینکه در پی سفر هوایی دور دنیا ناپدید شود، دیده شد. همچنین مکانی است که استعداد جودی گارلند هنگام ایفای نقشی در آن کشف شد.

## شکل‌گیری و سال‌های اولیه

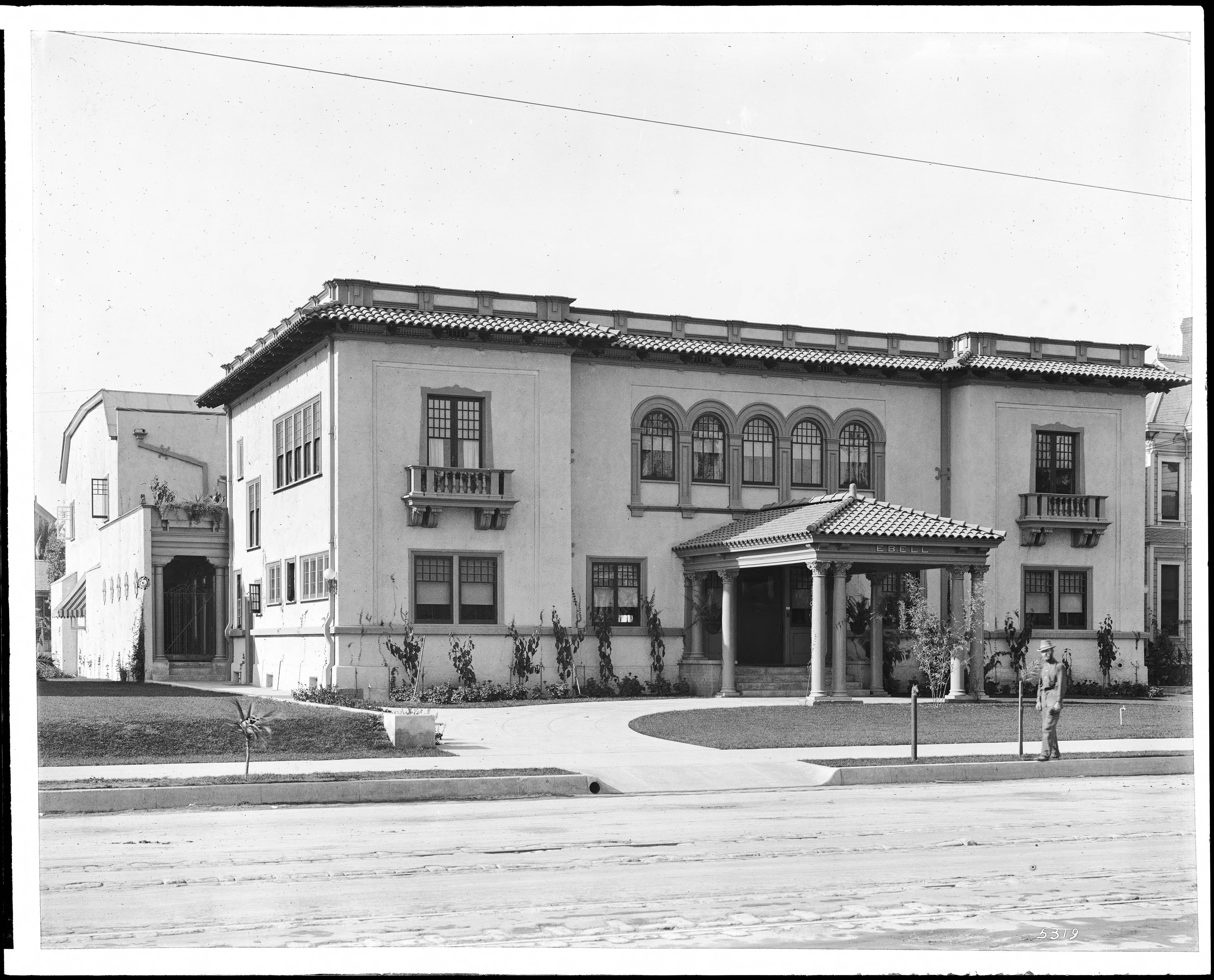
کلوب اصلی ابل، در خیابان فیگواِرا در مرکز شهر لس آنجلس

ابل لس آنجلس به‌عنوان یک کلوب زنانه در سال ۱۸۹۴، بر اساس اصول و آموزه‌های آدریان ابل، یک پیشگام در آموزش زنان و سازماندهی کننده اجتماع زنان در اواخر قرن نوزدهم تشکیل شد. هریت ویلیامز راسل استرانگ مؤسس این باشگاه بود که برای سه دوره متوالی به عنوان رئیس آن خدمت کرد. در صورت‌جلسه اولین جلسه ابل لس آنجلس، هدف این باشگاه «علاقمند کردن زنان به مطالعه همه شاخه‌های ادبیات، هنر و علم و پیشرفت زنان در هر شاخه‌ای از فرهنگ» ذکر شد. این باشگاه شعار خود را «راهی پیدا می‌کنم یا یکی می‌سازم - من خدمت می‌کنم» قرار داد.